# Schloss Umkirch

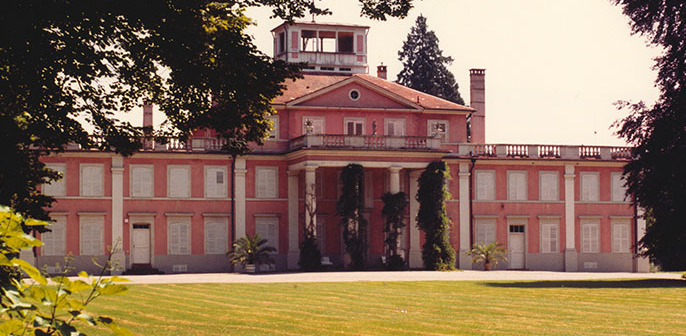
Schloss Umkirch

Das Schloss Umkirch, auch Hohenzollernschloss oder Königlich Rumänisches Schloss genannt, ist ein Schloss der schwäbischen Hohenzollern in Umkirch im Landkreis Breisgau-Hochschwarzwald in Baden-Württemberg.

## Geschichte

Die alte Wasserburg der Herren Geben (links im Bild)

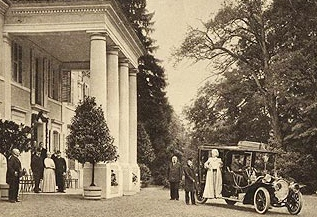
Der rumänische König Karl I. auf dem Schlossgut Umkirch

Im 14. Jahrhundert stand an der Stelle des heutigen Schlosses die Wasserburg der Herren Geben. Unter den verschiedenen Adelsgeschlechtern, die im Mittelalter ihren Sitz in Umkirch hatten, werden auch die Herren von Tübingen vermutet, die 1474 im Schloss gelebt haben sollen. Mitglieder der Familien Roggenbach und Beroldingen gelang es, ihren Besitz zu vergrößern, bevor dieser 1740 an das Kageneck’sche Majorat überging. Nachdem 1743 das alte Schloss abgerissen worden war, wurde der Mittelteil neu errichtet. Zwischen 1788 und 1789 folgten die beiden Seitenflügel.
1785 war der Besitz in ein Allod für Flora von Kageneck (1779–1857) umgewandelt worden. Sie war die Tochter von Friedrich von Kageneck und Maria Theresia von Salm-Reifferscheidt sowie die Cousine des österreichischen Staatsmannes Metternich. Flora von Kageneck heiratete am 20. Juni 1798 den Grafen Eugen von Wrbna. 1816/17 folgte unter ihr der Ausbau des Schlosses im italienischen Landhausstil sowie das Aufsetzen des Belvederes. Im Giebel findet sich noch heute das Wappen der Kageneck-Wrbna.
1827 wurde das Schloss von der Großherzogin Stéphanie von Baden für 345.000 Gulden erworben. Das Gebäude diente in den Monaten Juli und August als Sommerresidenz. Die Großherzogin verfügte im Erbvertrag vom 29. Juni 1860, ihre Tochter Prinzessin Josephine von Baden solle das Schlossgut erhalten. Die Prinzessin war Gattin von Karl Anton von Hohenzollern. Josephine machte am 3. Mai 1887 Umkirch zum Stammgut, das heißt zum unveräußerlichen Vermögen. Der Besitz gelangte am 19. Juni 1900 an ihren Sohn Karl, der rumänischer König war. Der König verstarb im Jahr 1914. Das Schloss ging dann Ende des Jahres 1916 an den Fürsten Friedrich Victor von Hohenzollern-Sigmaringen, der es als Sommerresidenz nutzte. Der Eintritt des Ersten Weltkriegs hatte die Vererbung verzögert.
Neben Friedrich Wilhelm von Hohenzollern (1924–2010) wurden im Schloss 1943 die beiden Prinzen Ferfried von Hohenzollern und Leopold von Bayern geboren.
Im Zweiten Weltkrieg, von September 1944 bis April 1945, erlebte die fürstliche Familie die zwangsweise Ausquartierung und Internierung auf Schloss Wilflingen. Nach dem Krieg kam der Süden Badens zur französischen Besatzungszone und General Pierre Pène residierte als Gouverneur für das Land Baden im Auftrag der französischen Besatzungsmacht von 1946 bis 1952 im Schloss, so dass Friedrich Wilhelm teilweise im Landhaus-Schlösschen seiner Schwester nebenan wohnte.
Nach Friedrich Victors Tod 1965 erhielt dessen Sohn Friedrich Wilhelm das Schlossgut, das sich noch heute im Besitz der schwäbischen Hohenzollern befindet. Besitzer ist seit 2010 Karl Friedrich von Hohenzollern.

## Parkanlagen

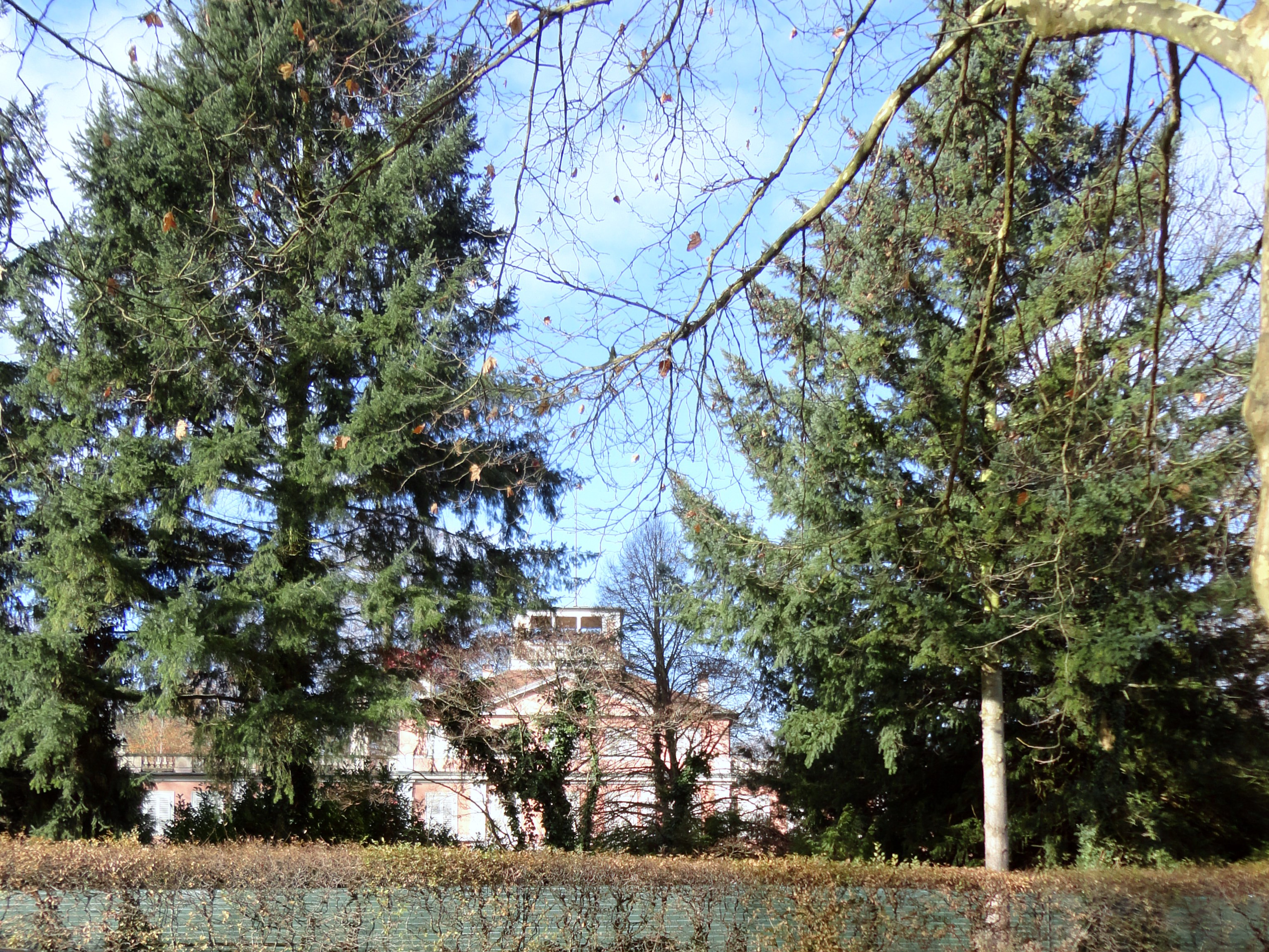
Schloss Umkirch im Park gelegen

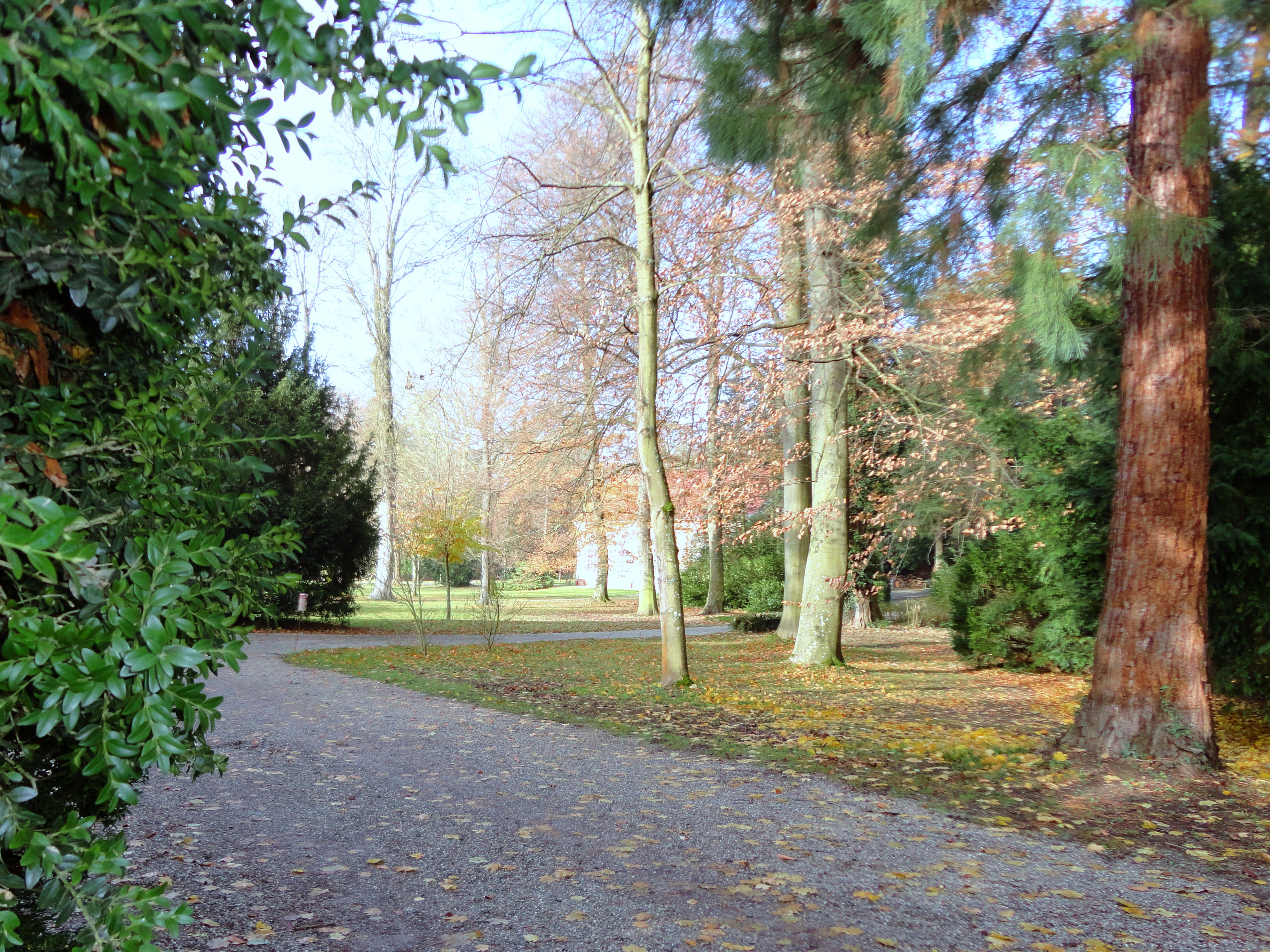
Schlosspark

Der zum Schloss gehörende Fürstlich-Hohenzollern'sche Schlosspark Umkirch ist ein rund elf Hektar großer Landschaftspark. Südlich des Schlossparks befindet sich ein weiterer Park, der auf eine Schenkung eines ungefähr acht Hektar großen Grundstücks von Friedrich von Hohenzollern an Prinzessin Auguste Viktoria von Hohenzollern zurückgeht. Sie war die Frau des letzten Königs von Portugal, Manuel II. Sie ließ dort ein neo-barockes Landhaus errichten und nannte es Fulwell-Park, nach ihrem Exilsitz Fulwell im London Borough of Richmond upon Thames.
Nach Auguste Viktorias Tod ging Fulwell-Park zurück an Friedrich Wilhelm von Hohenzollern, der Park und Schloss verkaufte. Die inzwischen ebenfalls ungefähr elf Hektar große Anlage wird heute als Queen-Auguste-Victoria-Park bezeichnet. Der Park befindet sich seit 1993 im Besitz des Verlegers Werner Semmler und wurde im Jahr 2002 mit dem Europäischen Gartenkultur-Schöpfungspreis ausgezeichnet.